# Mästarnas mästare 2022
Den fjortonde säsongen av TV-programmet Mästarnas mästare sändes i Sveriges Television mellan den 13 mars och 15 maj 2022. Själva inspelningarna ägde rum i Andalusien i södra Spanien i september 2021.
Upplägget för säsongen var till en början ett gruppspel med sammanlagt tio deltagare fördelat på två grupper. I respektive grupp tävlade fem mästare i olika grenar där sedan gruppvinnarna fick tävla vidare i slutspelet där segern stod på spel. Däremot fick även en av de mästare som åkte ut i gruppspelens nattdueller (utslagningsrundorna) en ny chans att ta sig tillbaka till tävlingen genom SVT Play-programmet Mästarkvalet under ledning av Pernilla Wiberg.
Unikt för denna säsong var att ingen av de tio deltagarna representerade sporten fotboll efter att samtliga tidigare säsonger har haft minst en representant från den sporten. Dessutom blev det den andra gången i programmets historia som ett gift par tävlade i programmet, i det här fallet Henric och Joanna Stillman. Senast något liknande inträffade var 2016 då Björn Ferry och Heidi Andersson tävlade i samma grupp, även om de representerade olika sporter (skidskytte och armbrytning), vilket är till skillnad från paret Stillman som representerar samma sport (dans). I likhet med paret Ferry och Andersson tävlade paret Stillman mot och inte med varandra i Mästarnas mästare.
En nyhet för säsongen var att i de inledande gruppmatcherna fick deltagarna själva önska vilka tävlingsgrenar som skulle genomföras. Inför dessa inspelningar fick varje deltagare en lista med nya och gamla tävlingsgrenar som de fick välja vilka de ville genomföra. Samtliga mästare fick minst ett val vardera, ibland förekom det att några mästare hade valt samma gren. Så snart som alla mästare hade gjort sina val var det åter produktionen som fick bestämma grenar.

## Deltagare

### Grupp 1
Den första gruppen tävlade under avsnitt 1–3 (13–27 mars 2022):
| Namn             | Sport      |
| ---------------- | ---------- |
| Antonio Lindbäck | Speedway   |
| Emma Green       | Friidrott  |
| Magnus Norman    | Tennis     |
| Ola Lindgren     | Handboll   |
| Sofia Loft       | Styrkelyft |

### Grupp 2
Den andra gruppen tävlade under avsnitt 4–6 (3–17 april 2022):
| Namn              | Sport   |
| ----------------- | ------- |
| Carin Hjalmarsson | Golf    |
| Henric Stillman   | Dans    |
| Frida Wallberg    | Boxning |
| Joanna Stillman   | Dans    |
| Patrik Järbyn     | Alpint  |

## Nattduellen
Nattduellen var den grenen i programmen som avgjorde vilken deltagare som varje vecka fick lämna tävlingen och hamna i Mästarkvalet. I duellen möttes varje gång den mästare som totalt sett efter tre grenar hamnat sist och en mästare som den sistplacerade valt ut. Likt de senaste säsongerna hölls ingen nattduell i det inledande gruppspelsmötet, både i den första och andra gruppen. Istället tog alla deltagarna med sig sina poäng från det första grupprogrammet till det andra, där en duell sedan hölls.
Nattduellen bestod av fem lysande stavar på ett bord. När en av stavarna slocknade skulle man ta den och den som tog staven först vann och fick stanna kvar i tävlingen. Tävlingen kördes i tre omgångar, där den person som först vunnit två omgångar hade vunnit nattduellen. För att armarna skulle vara på lika långt avstånd från stavarna tvingades de tävlande hålla i två stycken kättingar, som satt fast i marken. Tappade någon av de tävlande kättingen innan staven slocknade gick segern i den omgången till motståndaren.
En nyhet för säsongen var att den som vann respektive avsnitt, och som därmed blir immun mot att hamna i Nattduellen i det avsnittet, gavs möjlighet att dela ut en extra immunitet till någon av de övriga deltagarna. Mästaren kunde däremot inte ge immuniteten till den som kommit på sista plats i samma avsnitt. Den som kom sist i varje utslagningsavsnitt fick från och med den här säsongen själv välja sitt motstånd till Nattduellen. Den regeln var med i de tio första säsongerna, men justerades mellan säsong 11–13 i att låta den som var immun välja motståndare.
| Avsnitt | Datum (2022) | Nattduell mellan                      | Immun mot att hamna i Nattduellen | Vinnare omgång 1 | Vinnare omgång 2 | Vinnare omgång 3 | Utslagen          |   |
| ------- | ------------ | ------------------------------------- | --------------------------------- | ---------------- | ---------------- | ---------------- | ----------------- | - |
| 1       | 13 mars      | —                                     | —                                 | —                | —                | —                | —                 |   |
| 2       | 20 mars      | Magnus Norman och Ola Lindgren        | Emma Green                        | Ola Lindgren     | Ola Lindgren     | —                | Magnus Norman     |   |
| 3       | 27 mars      | Ola Lindgren och Sofia Loft           | —                                 | Ola Lindgren     | Sofia Loft       | Sofia Loft       | Ola Lindgren      |   |
| 4       | 3 april      | —                                     | —                                 | —                | —                | —                | —                 | — |
| 5       | 10 april     | Joanna Stillman och Frida Wallberg    | Carin Hjalmarsson                 | Frida Wallberg   | Frida Wallberg   | —                | Joanna Stillman   |   |
| 6       | 17 april     | Carin Hjalmarsson och Henric Stillman | Patrik Järbyn                     | Henric Stillman  | Henric Stillman  | —                | Carin Hjalmarsson |   |
| 7       | 24 april     | Antonio Lindbäck och Emma Green       | Frida Wallberg                    | Antonio Lindbäck | Emma Green       | —                | —                 |   |
| 8       | 1 maj        | Antonio Lindbäck och Emma Green       | Frida Wallberg                    | —                | —                | Antonio Lindbäck | Emma Green        |   |
| 8       | 1 maj        | Frida Wallberg och Henric Stillman    | Patrik Järbyn                     | Henric Stillman  | Henric Stillman  | —                | Frida Wallberg    |   |
| 9       | 8 maj        | Patrik Järbyn och Antonio Lindbäck    | Henric Stillman                   | Antonio Lindbäck | Antonio Lindbäck | —                | Patrik Järbyn     |   |
| 10      | 15 maj       | —                                     | —                                 | —                | —                | —                | —                 | — |

### Mästarkvalet
Mästarkvalet leddes av Pernilla Wiberg och sändes enbart på SVT Play i samband med de vanliga avsnitten. Där tävlade de utslagna mästarna först enskilt mot Wiberg och vann de mot henne fick de en fördel i gruppduellen. Den som vann gruppduellen fick en fördel i finalen, i vilken samtliga utslagna mästare tävlade om en plats att återvända till Mästarnas mästare och Mästarhuset.

#### Resultattabell: Grupp 1

##### Enskilda dueller
Norman tävlade i avsnitt 1 mot Wiberg och Lindgren tävlade i avsnitt 2 mot Wiberg.
Avsnitt 1
| Deltagare       | Plats |
| --------------- | ----- |
| Pernilla Wiberg | 1     |
| Magnus Norman   | 2     |

Avsnitt 2
| Deltagare       | Plats |
| --------------- | ----- |
| Pernilla Wiberg | 1     |
| Ola Lindgren    | 2     |

##### Gruppduell
| Deltagare     | Plats |
| ------------- | ----- |
| Ola Lindgren  | 1     |
| Magnus Norman | 2     |

#### Resultattabell: Grupp 2

##### Enskilda dueller
Joanna Stillman tävlade i avsnitt 4 mot Wiberg och Hjalmarsson tävlade i avsnitt 5 mot Wiberg.
Avsnitt 4
| Deltagare       | Plats |
| --------------- | ----- |
| Pernilla Wiberg | 1     |
| Joanna Stillman | 2     |

Avsnitt 5
| Deltagare         | Plats |
| ----------------- | ----- |
| Carin Hjalmarsson | 1     |
| Pernilla Wiberg   | 2     |

##### Gruppduell
| Deltagare         | Plats |
| ----------------- | ----- |
| Joanna Stillman   | 1     |
| Carin Hjalmarsson | 2     |

#### Final
I avsnitt 6 tävlade samtliga deltagare i en hinderbana. I och med vinster i de tidigare duellerna för Lindgren, Stillman och Hjalmarsson hade de ett tio sekunders försprång mot Norman. De tävlande var tvungna att först klättra över en vägg för att sedan gå på en balansbräda. De plockade sedan upp en säck med bokstavsklossar, som de tog med sig när de skulle gräva sig under en mur. Avslutningsvis kastade de prick på det klosstorn de hade byggt upp i bokstavsordning. Lindgren gick segrande ur finalen och fick då chansen att möta Emma Green (som nyligen blivit utslagen ur Mästarnas mästare) i en enskild duell.
| Deltagare         | Plats |
| ----------------- | ----- |
| Ola Lindgren      | 1     |
| Joanna Stillman   | 2     |
| Magnus Norman     | —     |
| Carin Hjalmarsson | —     |

## Slutgiltig placering och utslagningsschema

Den fjortonde säsongen av Mästarnas mästare spelades in under september 2021 i Andalusien, Spanien.

### Resultattabell: Grupp 1
| Deltagare        | Plats | 1   | 2  | 1+2  | 3  |
| ---------------- | ----- | --- | -- | ---- | -- |
| Antonio Lindbäck | 1     | 18  | 18 | 36   | 14 |
| Emma Green       | 2     | 5,5 | 17 | 22,5 | 11 |
| Sofia Loft       | 3     | 12  | 9  | 21   | 9  |
| Ola Lindgren     | 4     | 11  | 6  | 17   | 5  |
| Magnus Norman    | 5     | 7,5 | 7  | 14,5 |    |

### Resultattabell: Grupp 2
| Deltagare         | Plats | 4  | 5    | 4+5  | 6  |
| ----------------- | ----- | -- | ---- | ---- | -- |
| Frida Wallberg    | 1     | 13 | 8,5  | 21,5 | 13 |
| Henric Stillman   | 2     | 17 | 17,5 | 34,5 | 11 |
| Patrik Järbyn     | 3     | 9  | 14   | 23   | 10 |
| Carin Hjalmarsson | 4     | 11 | 12   | 23   | 5  |
| Joanna Stillman   | 5     | 7  | 5    | 12   |    |

### Slutspel: Semifinal och final
Finalen avgjordes den 15 maj 2022 mellan Sofia Loft, Henric Stillman, Emma Green och Antonio Lindbäck. Den första grenen vanns av Green som därmed fick tio sekunders försprång mot tvåan, Stillman, som i sin tur fick tio sekunders försprång mot trean, Lindbäck, som i sin tur fick tio sekunders försprång mot fyran, Loft, inför den andra grenen. Den andra grenen vanns av Green som därmed fick tjugo sekunders försprång mot tvåan, Loft, som i sin tur fick tjugo sekunders försprång mot trean, Stillman. Lindbäck kom sist och åkte därmed ut ur Mästarnas mästare. Den tredje grenen, Jaktstart, vanns av Stillman och tvåa kom Loft, vilket betydde att Green blev utslagen. I den avgörande finalen skulle de två kvarvarande deltagarna först avverka ett över- och under-hinder för att sedan lösa ett färgmemory. Sedan skulle de lösgöra ett rep innan de fraktade sten i en släde, där stenarna skulle läggas i en vågskål som motsvarade deras kroppsvikt. Slutligen skulle de kasta brinnande facklor i tre tunnor vardera. Detta moment vanns av Loft som därmed blev Mästarnas mästare 2022.
| Deltagare        | Plats | 7  | 8            | 9    | 10      |
| ---------------- | ----- | -- | ------------ | ---- | ------- |
| Sofia Loft       | 1     | 14 | Plats 1 (15) | 14   | Vinnare |
| Henric Stillman  | 2     | 17 | Plats 5 (8)  | 12,5 | Tvåa    |
| Emma Green       | 3     | 6  | Plats 4 (5)  | 12   | Trea    |
| Antonio Lindbäck | 4     | 6  | Plats 3 (2)  | 10   | —       |
| Patrik Järbyn    | 5     | 15 | Plats 2 (17) | 8,5  |         |
| Frida Wallberg   | 6     | 16 | Plats 6 (9)  |      |         |